# 3805 км
3805 км — упразднённая железнодорожная будка в Тяжинском районе Кемеровской области. На момент упразднения входила в состав Новомарьинского сельсовета. Исключена из учётных данных в 1997 году.

## География
Располагалась у остановчного пункта Спортивная Западно-Сибирской железной дороги, на расстоянии примерно 2 км по прямой к западу от поселка Итатский.

## Население
| 1970 | 1979 | 1989 |
| ---- | ---- | ---- |
| 33   | ↘22  | ↘4   |